# Александър Малинков
 Тази статия е за дееца на ВМОРО.  За българския политик вижте Александър Малинов.  
Александър Малинков (Малинов), известен като Сандо Щипянчето, Малинин и Неотан е български революционер, деец на Вътрешната македоно-одринска революционна организация.

## Биография
Роден е в щипското Ново село, тогава в Османската империя, днес в Северна Македония. Влиза в редовете на ВМОРО през 1894 година. На 22 ноември 1899 година води голямо сражение в родното си село. Четник е при Димитър Дечев. В началото на януари 1904 година след сражение с турската войска е ранен и отива в родното си село да се лекува при доктор Иван Голев. Открит е от властите и обкръжен в една къща. Малинов оказва цял ден съпротива и убива 16 турски войници и двама офицери, след което турците запалват къщата. Тежко ранен, Малинов успява да пробие обръча и се скрива, подпомогнат от Ленка Гроздина. Умира от раните си няколко дни по-късно. След сражението избухва Щипската афера.
Малинков е погребан в двора на църквата „Свети Архангел“.